# Traill Ø

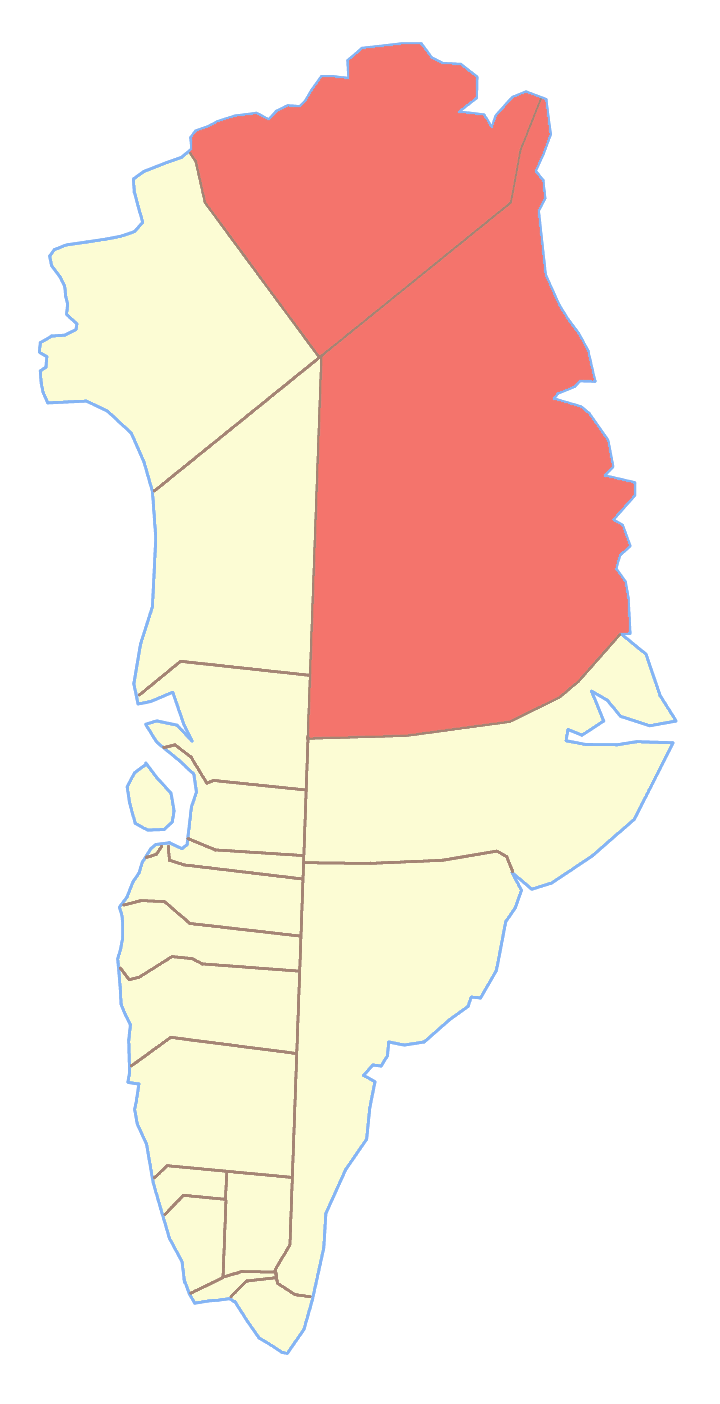
Parco nazionale della Groenlandia nordorientale, dove si trova Traill Ø

Traill Ø è un'isola disabitata della Groenlandia di 3542 km². Si trova a 72°32'N 23°10'O; è situata nel Parco nazionale della Groenlandia nordorientale, fuori da qualsiasi comune.